# Дорогобужское княжество (Смоленск)
Дорогобу́жское кня́жество — русское удельное княжество на верхнем Днепре восточнее Смоленска с центром в городе Дорогобуж и под управлением одной из ветвей династии Рюриковичей (смоленских Ростиславичей).
Небольшое феодальное владение, выделившееся из Смоленского княжества в XIII веке. В 1300 году Роман Глебович вместе со старшим братом Александром Смоленским участвовал в военном походе и осаде Дорогобужа. На помощь городу подошли войска их двоюродного брата Андрея Михайловича Вяземского и разбили Глебовичей. Вместе с падением Смоленского княжества (1404) Дорогобужский удел, видимо, также прекратил существование, а его территория вошла в состав Великого княжества Литовского.

## См.также
- Дорогобужское княжество (Волынь)